# Fantasy Grounds
Fantasy Grounds — приложение для виртуального стола, содержащее набор инструментов, которые можно использовать в качестве вспомогательных средств для личной или удаленной онлайн-игры в настольные ролевые игры

## История
Fantasy Grounds был впервые выпущен в 2004 году компанией SmiteWorks, первоначально находившейся в Эспоо, Финляндия. В 2009 году компания была куплена Дугом Дэвисоном, после чего она приобрела лицензии на контент для нескольких настольных ролевых игровых систем. В апреле 2015 года SmiteWorks приобрела лицензию у Wizards of the Coast на официальный игровой контент Dungeons & Dragons и начала выпуск продуктов для 5-го издания игры на Fantasy Grounds; В том же месяце Fantasy Grounds стали доступны для покупки через платформу цифровой дистрибуции Steam. В декабре 2016 года SmiteWorks получила лицензию от Paizo Publishing на контент для своей ролевой игры Pathfinder, которая была выпущена на Fantasy Grounds начиная с мая 2017 года.

## Особенности
Fantasy Grounds содержит функции, типичные для многих настольных ролевых игр, таких как виртуальная игра в кости, листы персонажей и карты с сеткой. Игры организованы в виде сессий, которые запускаются мастером, и к которым другие игроки могут присоединиться удаленно. В отличие от многих других виртуальных настольных систем, пользовательский интерфейс Fantasy Grounds отличается в зависимости от того, какая игровая система выбрана для сеанса. Fantasy Grounds также содержит различные справочные материалы и книги правил, а также чат. Программа автоматизирует большую часть бросков кубиков в различных игровых системах, а также позволяет мастеру игр сохранить сеанс, чтобы продолжить позже.
Официально Fantasy Ground поддерживает около дюжины игровых систем, включая различные выпуски Dungeons & Dragons и производную ролевую игру Pathfinder, Savage Worlds, Call of Cthulhu, Chaosium, Rolemaster и Castles & Crusades. Сообщество Fantasy Grounds также создало неофициальные версии для многих других систем, и игроки могут также создавать полностью настраиваемые наборы правил.

## Критика
Fantasy Grounds часто хвалят пользователи за функции и наборы инструментов, которые позволяют игрокам полностью настраивать свои игры. Он также считается одной из самых надежных виртуальных настольных программ. Тем не менее, его также часто критикуют за его сложность и стоимость, тем более что есть несколько бесплатных конкурентов с похожими функциями.